# 4240 Grün
4240 Grün eller 1981 EY20 är en asteroid i huvudbältet som upptäcktes den 2 mars 1981 av den amerikanska astronomen Schelte J. Bus vid Siding Spring-observatoriet. Den är uppkallad efter Eberhard Grün.
Den tillhör asteroidgruppen Koronis.